# 墨色えれくとろ
『墨色えれくとろ』（すみいろえれくとろ）は、黒渕かしこによる日本の4コマ漫画作品。『Namaikiッ!』（竹書房）にて2009年9月号から2011年4月号まで連載された。

## 概要
書き物すべてに筆を使う少女とそのクラスメイト達が書道同好会を発足させ、ゆるい学園生活を送る漫画。
作者、黒渕かしこの初の4コマ漫画。作中で主人公の愛里が筆で書く文字は、大学で書道科を専攻していた作者の知人によるもの。
7話目からの扉絵は、CDジャケットのパロディになっている。

## 登場人物
物部 愛里（ものべ あいり）
モニカ・U・グラッセ
藤戸 花（ふじと はな）
波多野 なつみ（はたの なつみ）
石毛 あさ美（いしげ あさみ）

### その他の人物
愛里の母
ヨシエ
モニカの父

## 単行本
- 2011年5月11日初版発行（2011年4月27日発売） ISBN 978-4-8124-7550-8 （バンブーコミックス）